# Empis laetabilis
Empis laetabilis är en tvåvingeart som beskrevs av Collin 1926. Empis laetabilis ingår i släktet Empis och familjen dansflugor. Arten är reproducerande i Sverige. Inga underarter finns listade i Catalogue of Life.